# Carlos Moura (Fußballspieler)
Carlos Moura Dourado (* 17. August 1964 in Correntina, Bahia) ist ein ehemaliger brasilianischer Fußballspieler.

## Karriere
Moura begann seine Karriere bei CR Guará und spielte unter anderem auch bei GE Tiradentes, São José EC und Sport Recife. 1994 wechselte er zum japanischen Zweitligisten Cerezo Osaka. 1994 feierte er mit dem Verein die Meisterschaft und den Aufstieg in die erste Liga. 1995 kehrte er nach Brasilien zurück. Hier spielte er u. a. für Paysandu SC und América FC (RN).

## Erfolge
América FC
- Copa do Nordeste: 1998